# Раднево
Ра̀днево е град в Южна България. Той се намира в област Стара Загора, на 23 km северно от град Гълъбово. Градът е административен център на община Раднево. Името на селището до 1906 г. е Радне махле. Градът е четвърти по големина в област Стара Загора, след Стара Загора, Казанлък  и Чирпан с 11 186 жители по настоящ адрес към 15.03.2024 г.
По данни на ГРАО към 15 юни 2023 г. в града живеят 11 283 души по настоящ адрес и 12 812 души по постоянен адрес.

## География
Община Раднево е разположена в източната част на Горнотракийската низина и се включва в административните граници на област Стара Загора.
Оградена е от землищата на съседните общини – Стара Загора, Нова Загора, Тополовград и Гълъбово.
Географското положение на общината я определя като важен транспортен възел, през който се осъществяват пътните връзки между Северна и Южна България. През нея преминава главен път Е-85 (Русе – Капитан Андреево), свързващ Румъния с Турция и Гърция, а в посока север-юг – железопътна линия, свързваща градовете Нова Загора – Раднево – Гълъбово – Симеоновград.
Заетата от общината площ възлиза на 545,15 km², което представлява 0,5% от територията на страната и 10,6% от територията на областта.
От общата площ 68,06% са селскостопански фонд, 3,36% – горски фонд, 4,63% – фонд „Населени места“, 3,44% – водни площи, пътища и инфраструктура, 20,41% – територии за добив на полезни изкопаеми.

## История
Раднево е място с древна и богата история. Първите селища, възникнали на територията на общината, датират от преди 4000 години. Доказателство за това са многобройните археологически находки. Първият етнос, населявал района, е тракийското племе пирогери. По исторически данни на територията на общината се е намирала и римската пътна станция Арзус. През Средновековието, след образуването на Българската държава, районът се превръща в буферна зона между България и Византия.
В праисторическото селище от късножелязната епоха палеоорнитологът проф. Златозар Боев е установил костни останки от домашна кокошка (Gallus gallus f. domestica) – едни от най-древните в страната.
Според най-правдоподобното предание за създаването на Раднево, около 1700 г. дядо Радни, заедно с други българи се заселват в този район. Те го намират за най-подходящ заради плодородните черноземни почви, наличието на големи количества вода и мекия климат. Постепенно в селището се изгражда метох и матерен манастир. През 1873 г. започва строежът на църквата „Свети Иван Рилски“ със средства от дарения. Седемдесетте години на 19 век са преломни за развитието на Радне махле и района. През 1872 – 1873 г. е построена железопътната линия Симеоновград – Радне махле – Нова Загора от немско-еврейския предприемач барон Хирш. След изграждането ѝ търговията в района се развива с бурни темпове.
През 1906 г. Радне махле е преименувано в село Раднево, а от 1911 г. придобива правата на околийски център. С Указ № 546 на Президиума на Народното събрание от 7 септември 1964 г. Раднево е обявен за град. Развитието на енергийния комплекс Марица-изток след 1960 г. променя коренно живота на хората в общината и ги свързва трайно с въгледобива и енергетиката.

## Релеф
Град Раднево е с надморска височина 141,1 m. Топографската повърхнина на района е леко наклонена на югоизток. Абсолютните височини са в граници от 100 до 300 m. Релефът е равнинен, леко навълнен от широки речни долини, слабо врязани в плиоценската седиментационна повърхнина. Физикогеографският район е формиран на мястото на плиоценски гребен, запълнен с езерни и езерноблатни седименти.
Неотектонските движения имали колебателен характер, което е дало възможност при затопляне на басейна и при заблатяването му да се образуват лигнитни въглищни пластове, залягащи на неголяма дълбочина.

## Климат
Районът се характеризира със сравнително мека зима и горещо лято. През зимата Стара планина е естествена защита спрямо студените континентални маси, нахлуващи от север и североизток. В резултат на това зимата е значително по-мека от тази в умерено-континенталната климатична подобласт на Северна България.
Средната годишна температура на въздуха е 12,10 °С.
Средната годишна относителна влажност на въздуха 70%.
Валежните суми не са равномерно разпределени през годината. Наблюдава се един главен максимум през месеците май и юни и един второстепенен – през ноември и декември. Главният минимум на валежите е през август и септември, а второстепенният – през месеците февруари и март. Средната годишна сума на валежите е 628 l. Процентът на валежите от сняг е сравнително малък, като образуваната снежна покривка не се задържа дълго време. Режимът на мъглите до голяма степен зависи от топлинния баланс, минималната температура на въздуха, високата относителна влажност и сумарно изпарение и развитието на синоптичните процеси. Районът се характеризира с нормален брой (28,0) дни с мъгла годишно.
Орографските особености на региона влияят на посоката и скоростта на вятъра. Преобладаващата посока на вятъра е север-североизток, а скоростта се движи в граници между 0,3 и 5,1 m/s.

## Почви
Преобладаващите почви са черноземни смолници с мощен хумусен хоризонт, подходящи за отглеждането на пшеница, ечемик, царевица и зеленчукови култури.

## Минерални ресурси
Градът е разположен в район, богат на залежи от нискокалорични лигнитни въглища и териториално обхваща по-голямата част от Източномаришкия въглищен басейн. От естествените строителни материали са установени промишлени запаси от гипс и мрамор. В отделни участъци на реките Съзлийка и Блатница се добиват речни инертни материали.

## Население
Численост на населението според преброяванията през годините:
| \| Година на преброяване \| Численост \| \| --------------------- \| --------- \| \| 1934 \| 3168 \| \| 1946 \| 3802 \| \| 1956 \| 4208 \| \| 1965 \| 5603 \| \| 1975 \| 10 729 \| \| 1985 \| 12 892 \| \| 1992 \| 14 447 \| \| 2001 \| 14 496 \| \| 2011 \| 12 854 \| \| 2021 \| 11 564 \| |           |
| Година на преброяване | Численост |
| 1934 | 3168      |
| 1946 | 3802      |
| 1956 | 4208      |
| 1965 | 5603      |
| 1975 | 10 729    |
| 1985 | 12 892    |
| 1992 | 14 447    |
| 2001 | 14 496    |
| 2011 | 12 854    |
| 2021 | 11 564    |

Етническият състав включва 11 086 българи и 713 цигани.

## Религии
В града се намира църквата „Св. Иван Рилски“, православен храм, изграден през 1873 г. от дарения, обявен за културно-историческо богатство.
Над града се издига най-високият паметник на „Св. Иван Рилски“ в България. Неговата височина е 33 m и тежи близо 45 t.

## Политика
Управлението на общината се осъществява от общински съвет – нормотворчески орган и кмет – изпълнителен орган. Общинският съвет е колективен изборен орган, който определя общинската политика за развитие и наблюдава нейното изпълнение. Изборите за кмет и съветници се провеждат на всеки четири години въз основа на общ, демократичен и пряк вот с тайно гласуване.

## Икономика
Община Раднево се нарежда на едно от първите места между общините в страната по равнище на социално-икономическото развитие, измерено с показателя брутен вътрешен продукт на човек от населението. Сравненията в областен план показват, че община Раднево е на второ място по нетни приходи в област Стара Загора и представлява основен производител на лигнитни каменни въглища и важен производител на електроенергия.

## Здравеопазване
Здравното обслужване на жителите и гостите на общината е осигурено от доболнична помощ, болнична помощ, спешна помощ и специализирана медицинска помощ.
Болничната помощ в общината се извършва от многопрофилна болница за активно лечение „Д-р Д. Чакмаков“ ЕООД, която е изцяло общинска собственост. Болницата има сключен договор с НЗОК за осъществяване на болнична медицинска помощ по 25 клинични пътеки, разполага с 9 отделения, клинична лаборатория и всички необходими обслужващи звена.
На територията на гр. Раднево функционира и държавната психиатрична болница „Д-р Георги Кисьов“.

## Образование
В община Раднево функционират 5 детски градини, 3 училища и професионална гимназия по механизация на открити рудници.
Общият брой на заетите в образованието е 392 души, от които 245 – педагогически персонал. Всички общински училища са средищни.
Детски градини в град Раднево:
ЦДГ № 1 гр. Раднево е най-старото детско заведение в общината. През 2009 г. отбеляза тържествено своя 60-годишен юбилей. В градината се обучават 104 деца. Приоритетни цели на персонала са създаване на условия за изграждане на хармонична среда и отношения за постигане на високи резултати в учебно-възпитателната дейност на подрастващите.
Директор – Магдалена Петкова
Тел. 0417/ 8 24 10
ОДЗ № 2 „Радост“ в гр. Раднево е най-голямото детско заведение в общината. Общият брой на децата е 170. През 2007 г. сградата е санирана и превърната в уютно място за малчуганите. В програмите на всички групи е включено обучение по запознаване и съхраняване на българските народни традиции и фолклор, свързани с народните празници.
Празник – 12 декември
Директор – Жулиета Станчева
Тел. 0417/ 8 25 80
ОДЗ № 3 в гр. Раднево е компактна и кокетна сграда, която е санирана през 2008 г. Броят на децата е 67. В учебната дейност, празничните и тематични програми се работи системно по темата „Род и родова памет“.
Директор – Диана Христова–Неделчева
Тел. 0417/ 8 22 54
ЦДГ № 4 „Здравец“ е с нощуващи групи и се намира в кв. Гипсово. В градината се обучават 57 деца, предимно от ромски произход. С много старание децата усвояват правилата за културното поведение, здравословни навици и участват във феерични програми, претворяващи тяхната култура и идентичност.
Директор – Мариана Филипова
Тел. 0417/ 8 24 48
ОДЗ № 6 „Слънце“ в гр. Раднево е построена през 1989 г., санирана и ремонтирана през 2006 г. В градината се обучават 138 деца, като акцентът в програмите е естетическото възпитание на подрастващите.
Директор – Иванка Райкова
Тел. 0417/ 8 29 09
Училища в град Раднево:
I ОУ „Св. Климент Охридски“ в гр. Раднево се намира в старата част на града.
Празник – 25 ноември
Директор – Желязко Богданов
Тел. 0417/ 8 24 37, канцелария 8 24 98
II ОУ „Св. Паисий Хилендарски“ се намира в центъра на гр. Раднево.
Празник – 26 април
Директор – Милена Димитрова
Тел. 0417/ 8 21 66, пом. директори – 8 22 35, канцелария – 8 20 66
СУ „Гео Милев“ е най-голямото училище в община Раднево.
Патронен празник – 27 януари, Гео Милеви дни – 23 – 26 януари
Директор – Иван Пейчев
Тел. 0417/ 8 26 18, пом. директори и канцелария – 8 27 35
Професионална гимназия по механизация на открити рудници „Св. Иван Рилски“, гр. Раднево подготвя кадри за дейностите в мини „Марица-изток“.
В гимназията се обучават 380 ученици, в т.ч. 136 задочници. Най-голям интерес в извънкласните дейности учениците проявяват към шахмата и футбола. Всяка година успяват да се класират в челната тройка на областните състезания.
Директор – инж. Мария Колева
Тел. 0417/ 8 23 47

## Култура
Община Раднево е не само промишлен, но и добре развит културен център. Тук са се родили такива големи имена като поета Гео Милев, писателките Надежда Драгова и Магда Петканова, художника Георги Караджов.
Раднево е домакин на традиционни международни прояви. Най-значими са Международният фолклорен фестивал за инструментални групи от балканските страни, пленерът по живопис „Светлина, земя, хора“ и пленер по скулптура, празник на гр. Раднево с културни и спортни прояви (07.09), турнир по свободна борба „Крилат Димо“. Повод за гордост са и ежегодно провежданите Майски дни на културата и Геомилевите дни.
От изключително значение за облика на общината е Общински център за култура „Нончо Воденичаров“, създаден през 1981 г. и наложил се като място за достъп и непосредствен контакт с националните културни традиции и съвременните постижения в областта на изкуството. Няма жанр, който по един или друг начин, да не е намерил своето представяне и популяризиране сред жителите и гостите на града и общината.
Центърът разполага със зали, които предоставят отлични условия за разнообразна концертна, театрална, конферентна, изложбено-галерийна дейност, за репетиции на състави и трупи, развиващи дейност в областта на културата:
- Зрителна зала с 536 седящи места, оборудвана със съвременна озвучителна и осветителна техника, сцена с действащ въртящ се кръг, оркестрина, роял.
- Малка зала (до 80 места) за провеждане на конференции, семинари, срещи и др. Музикални кабинети, оборудвани с пиано, синтезатор и ударни музикални инструменти. Кръгло фоайе, мраморно фоайе, репетиционни зали и гримьорни.

На сцената на ОбЦК са се представяли оперни, оперетни и балетни трупи, столични театри, гостували са фолклорни ансамбли, трупите на Нешка Робева и Лили Игнатова, както и изпълнители от всички жанрове на певческото изкуство.
Общински център за култура организира и е домакин на Международния фолклорен фестивал на инструменталните и танцови групи, в който за 11 години са взели участие над 70 групи от Европа, Африка и Азия, както и Надсвирване на фолклорни оркестри и конкурс „Тракийски славей – с песните на Динка Русева“

### Театри
Театърът като форма съществува в Раднево още преди създаването на читалището в града през 1893 година. След Освобождението от османско иго, като се поокопитили, започнали да се събират учители и по-просветени младежи от тогавашното село и направили театър. Първата постановка е изиграна през 1889 година – „Иванку – убиецът на Асеня“. Театрална трупа винаги е имало в читалището, макар и с редица прекъсвания. Самото читалище също има прекъсване в съществуването си, заради Балканската, Междусъюзническата и Първата световна война и е възобновено през 1919 г.
През 1997 г. е създадена пътуваща театрална трупа от Ангел Колев, която от 2004 г. се превръща в Общински театър и преминава към Общински център за култура „Нончо Воденичаров“. От 2009 г. е кръстен Общински театър „Ангел Колев“.
Групата редовно участва във Фестивала за любителски комедийни театри, пантомима и сатира в Тополовград, който от 2007 г. е международен, и оттам се завръща с множество награди. Те са два пъти носители на Специалната награда на Министерството на културата, отличавани са с три първи, една втора и една трета награда и с две награди за оригинално представяне. През 2010-а печелят Голямата награда на фестивала – Златната камила. Актьорите редовно намират място сред номинираните и победителите при индивидуалните призове. Пет пъти са участвали в театралния фестивал в Каварна – през 2000, 2006, 2007, 2012 и 2019 г. През 2006 г. са носители на Втора награда на журито от форума в морския град, през 2012 г. им е присъдено индивидуално отличие за женска роля, а през 2019 г. са носители на Трета награда за спектакъл.
През 2006 и 2007 г. участват в Първия и Втория национален фестивал на любителските театри в Трявна. Според регламента изпълнителите оценяваха колегите си и през 2006 година те присъдиха на радневци втора награда и наградата за най-добра мъжка роля.
През 2012 г., 2016 г., 2017 г., 2018 г. и 2019 г. театърът участва на Националния фестивал на любителските театри в Нова Загора, където печелят една първа, две трети и една втора награда и индивидуални отличия за женска и мъжка роля.
През 2012 г., 2017 г. и 2018 г. участват в театралния фестивал в Самоков. Оттам имат индивидуални отличия.
Театърът е представил десетки постановки в страната на български и чужди автори, сред които „Боряна“, „Старо село накрай света“, „Измаменият съпруг“, „Любовта-лекар“, „Тартюф“, „Оркестър Титаник“, „Юнаци с умни калпаци“, „Онова нещо“, „Небесни ловци“, „Подземният“, „Годеж по нашенски“, „Министрите идат“, „Спирка последна“, „Прелестите на изневярата“, „Благородният испанец“, „Без докачение, моля“ „Има ли смисъл да утепваме мечка?“ и други.
Сред най-дългогодишните режисьори е покойният Ангел Колев, чието име театърът носи. През сезон 2004/2005 г. режисьор е Станислав Станев. През 2006 и 2007 г. режисьор е известният актьор Пламен Сираков, а през 2008 и 2009 г. – друг популярен актьор, Николай Хаджиминев. През 2010 – 2011 г. режисьор на театралите е Вълчо Янев от Драматичен театър „Невена Коканова“ – Ямбол. През 2011 – 2012 г. театралите води Стоян Ангелов от ДКТ – Стара Загора, а оттогава режисьор им е Ивелин Керанов, директор на Драматичен театър „Гео Милев“ – Стара Загора.

### Археологически музей „Марица-изток“
През своето 13-годишно съществуване археологическият музей „Марица-изток“ развива интензивна дейност. Проведени са 5 научни конференции, 15 изложби, регистрирани са над 250 археологически обекта, в това число надгробни могили, некрополи, открити селища и селищни могили, ямни комплекси, крепости, базилики. Проучени са 54 археологически обекта. Фондът на музея разполага с предмети от обекти в землището на гр. Гълъбово и землищата на селата Медникарово, Искрица, Полски градец, Мъдрец, Главан, Знаменосец, Староселец, Ковачево и др.
АМ „Марица изток“ разполага с богата временна експозиция. Най-ранните находки в нея датират от каменно-медната епоха от гр. Гълъбово. Сред тях са костени женски фигури, свързани с религиозни вярвания на хората и две „култови масички“. Интерес предизвиква колекцията от канички от къснобронзовата епоха, украсени с бяла креда, внесеният от Елада киликс, колекцията от сребърни римски монети от с. Гледачево. От римската епоха е и един зидан гроб от с. Медникарово. Като гробен дар са намерени голямо количество глинени съдове, обеци и пръстен с гравирано върху него име Теодора. Също от римската епоха са стъклените балсамарии, открити в надгробна могила край с. Мъдрец. Златните украшения от римската епоха, намерени край същото село са експонирани на „Европалия 2002“ през октомври в Брюксел. От същото погребение са и бронзови съдове, бронзови апликации за тоалетни сандъчета, костени игли.
В музея се съхраняват златни и сребърни накити от ранната бронзова епоха, които нямат аналог в България. Интерес представляват съхраняваните в музея предмети от Средновековието. Между тях са бронзови и стъклени гривни, бронзови кръстове, рисувана и сграфито керамика.
За популяризиране на научната дейност на музея са издадени 7 тома от поредицата „Марица-изток. Археологически проучвания“ и том I от поредицата „История и култура на Раднево и радневския край“.
Работното време на музея с граждани и от 9:00 до 12:00 ч. и от 13:00 до 14:00 ч. Почивни дни събота и неделя. Възможни са и посещения по предварителни заявки. Посещенията и беседите са безплатни.
В общината са изградени 16 паметника и паметни знаци на загиналите във войните.
Част от културно-историческото богатство на община Раднево са и 11-те християнски църковни храма.

### Градска художествена галерия
Градска художествена галерия – Раднево започва своята дейност през 1982 г. като филиал на ГХГ – Стара Загора с колекция от живописни платна, дарение от трудови колективи на територията на общината. От 1990 г., с протокол № 36 на Министерството на културата тя получава самостоятелен статут на Художествена галерия – музей. Днес тя разполага с над 140 m² изложбена площ – зала за постоянна експозиция, зала за персонални изложби, две фондохранилища и двор за малка пластика на открито.
Ежегодно по време на Майските дни на културата галерията провежда пленери по живопис и скулптура „Светлина, земя, хора“, с чиито творби се попълват фондовете: фонд „живопис“ съдържа над 600 живописни платна, фонд „графика“ – над 160 творби, фонд „скулптура“ – 70 малки пластики и скулптури на открито, фонд „приложно изкуство“ – 13 произведения. Годишно в галерията се представят 12 – 15 експозиции от фондовете на големите галерии в страната, както и персонални изложби. В голямата и зала се изнасят концерти и спектакли, правят се представяния на литературни и поетични творби, вечери на музеите и галериите. Галерията има неоценим принос за художествения и културен живот на града и региона.

### Общинска библиотека „Алдин Алдинов“
Летоброенето на общинската библиотека "Алдин Алдинов” – гр. Раднево започва през януари 1893 г. заедно с основаването на читалището. Чрез дарения на двеста тома книги от будни и родолюбиви радневци се започва и библиотечната дейност. Като първи библиотекари се изявяват Миньо Марков, Иван Божинов и Георги Маслинков.
От 28.12.2009 г. с решение на Общински съвет – гр. Раднево, Градската библиотека е преименувана на Общинска библиотека „Алдин Алдинов“. Личността Алдин Алдинов беше живата история на Раднево. Работил като учител, участник във Втората световна война, награден с орден за военни заслуги, почетен гражданин на гр. Раднево, носител на наградата "Магда Петканова“.
Общинска библиотека "Алдин Алдинов“ е основно книгохранилище на региона с фонд 84 536 библиотечни единици, архив на краеведска литература и местен печат, който е обособен на следните части:
- Основен фонд – нареден в книгохранилищата;
- Фонд за свободен достъп: заемна за възрастни, справочен фонд, обща читалня;
- Фонд за деца до 14 години –звено "Детско“;
- Фонд за звено "Изкуство“, включващ и непечатни материали;
- Звено "Виртуално” – седем броя компютри.

## Обществени институции
- Общинска администрация;
- Дирекция за социално подпомагане;
- Дирекция „Бюро по труда“;
- Домашен социален патронаж;
- Дом за стари хора;
- Център за рехабилитация и социална интеграция;
- Център за настаняване от семеен тип;
- Център за обществена подкрепа;
- Районен съд;
- РУ на МВР;
- Общинска поземлена комисия;
- Вестник Марица-изток
- МБАЛ „Д-р Чакмаков“;
- Държавна психиатрична болница „Д-р Георги Кисьов“;
- Училища в гр. Раднево – Първо основно училище „Климент Охридски“; Второ основно училище „Св. Паисий Хилендарски“; СУ „Гео Милев“; Професионална гимназия „Св. Иван Рилски“

## Забележителности
- Къща музей Гео Милев
- Над града се издига най-големият паметник в страната на Свети Иван Рилски.
- Археологически парк „Нов живот за миналото“
- В близост до Раднево се намира най-голямото дружество за открит въгледобив в България – „Мини Марица – изток“ ЕАД Архив на оригинала от 2014-08-12 в Wayback Machine., разработващо Източномаришкото находище на лигнитни въглища. Административната сграда се намира в центъра на Раднево.

## Редовни събития
- Празник на града – 7 септември
- Майски дни на културата
- Традиционен панаир
- Национален турнир по свободна борба „Крилат Димо“
- Международен фолклорен фестивал на инструменталните и танцови групи
- Надсвирване на фолклорни оркестри и конкурс за индивидуални изпълнители „Тракийски славей – с песните на Динка Русева“
- Ежегоден пленер „Светлина, земя, хора“, организиран от община Раднево и градската художествена галерия

## Известни личности
Родени в Раднево
- Андрей Желязков (р.1952), футболист-национал
- Гео Милев (1895 – 1925), поет
- Димитър Драгиев (1869 – 1943), политик
- Драгия Драгиев, юрист, депутат от XXXVI НС
- Таня Благова – поетеса, носител на 6 национални награди за поезия и проза
- Надежда Драгова (р.1931), преподавател в ШУ „Епископ Константин Преславски“
- Борислав Новачков (р.1989), борец
- Деси Слава (р.1979), певица
- Силвия (р.1978), певица
- Антон Тодоров (р.1966), политолог, депутат в XLIV НС
- Илко Калев, педиатър, ръководител на Катедра по педиатрия към МУ, София (2004 – 2008)

Други личности, свързани с Раднево
- Магда Петканова (1900 – 1970), писателка, живяла в града
- Иван Славов, преподавател по естетика в СУ „Свети Климент Охридски“, автор на „Сатирикон“, „Златната решетка“ и др. Неговият прапрадядо, свещеник в местната църква, е първият учител в Раднево.
- Динка Русева, народна певица, известна като "Тракийският славей", живяла и работила в Раднево, с множество записи в БНР, радио Стара Загора, БНТ
- Ради Драгиев - Народен музикант, признат за един от най-добрите кларинетисти и саксофонисти в България. Син на Динка Русева.
- Георги Шиваров, печатар, написал историята на Радне махле/Раднево, обявен за почетен гражданин на Раднево
- Тодор Толев, психиатър; директор на местната държавна психиатрична болница „Д-р Георги Кисьов“
- Минчо Атанасов, музикант, бивш директор на Дома на културата в Раднево, почетен гражданин на Раднево, ръководител на оркестър „Раднево“
- Боян Боев, председател на ДКЕВР (2013 – 2014 г.)
- Марижана Иванова, певица
- Нончо Воденичаров, поп певец от 2002 и кмет на община Раднево от 2003 г. до смъртта си по време на своето участие в Сървайвър 4 на 30 май 2009 г.
- Борис Старирадев (1907 – 1963), главен лекар в новопостроената психиатрична клиника в град Раднево.

## Спорт
- Футболният отбор на града е „Миньор“ (Раднево) и от сезон 2006/07 до 2009/2010 г. се състезава в Източната Б група. През 2010 г. отборът престава да съществува, заради липса на финансови средства. През 2012 г. мъжкият футболен тим е възстановен и участва в първенството на Областната група, а от 2013 г. участва в първенството на Югоизточната В група. Към клуба функционира и детско-юношеска школа.
- Баскетболен клуб „Гео Милев“, носител на множество отличия от национални състезания.
- Волейболен клуб „Раднево волей“ – съществува от 2012 г.
- Клуб по борба „Марица-изток“.
- Клуб по борба „Миньор“.
- Спортен клуб по ориентиране „Компас“.
- Тенис клуб „Питбул“
- Клуб по художествена гимнастика „ВИП“
- Клуб по бойни изкуства „Будокай“
- Шахматен клуб „Марица – изток“ – Сребърен медалист от ДОП А група за 2015 г.